# Ladislav Mácha
Ladislav Mácha (19. června 1923 Višňová – 30. září 2018) byl v letech 1945–1963 příslušník StB, později právník v PZO a úředník na ministerstvu lesního a vodního hospodářství. Známý je především tím, že v únoru 1950 při "vyšetřování" čihošťského zázraku ve Valdicích bestiálním způsobem umučil čihošťského faráře Josefa Toufara.

## Životopis
Pocházel z Višňové u Příbrami. V dětství ministroval v katolickém kostele a chodíval s procesími na Svatou Horu. Vyučil se automechanikem.
Od roku 1943 byl zapojen v ilegální skupině „Srp a kladivo“. Dne 13. února 1944 byl zatčen gestapem a za protistátní činnost odsouzen k trestu smrti. V únoru 1945 uprchl z drážďanského vězení a do konce války bojoval proti Němcům v partyzánské skupině v brdských lesích. Od 1. června 1945 byl členem KSČ, u SNB pracoval od 10. července téhož roku.
V roce 1950 byl vyšetřovatelem v případu faráře Josefa Toufara z Číhošti (Číhošťský zázrak). Toufara podroboval krutému mučení, na jehož následky kněz zemřel. V souvislosti s Číhoští dále vyšetřoval i jiné osoby, například děkana z Ledče nad Sázavou Václava Slavíčka. Slavíček sice Máchovy kruté vyšetřovací metody přežil, ale měl po nich celoživotní psychické následky. Mácha je zmiňován např. v knize historika Bořivoje Čelovského Strana světí prostředky.
V roce 1963 byl potrestán stranickou důtkou za mučení a propuštěn z ministerstva vnitra, v roce 1968 byl vzat do vazby pro podezření z trestného činu vraždy a zneužití pravomoci veřejného činitele. Okresní soud v Příbrami mu však vraždu neprokázal a zneužití bylo promlčeno. Snahy o nové prošetření kauzy faráře Toufara Mácha bedlivě sledoval a označoval je za systematické pronásledování a šikanu své osoby. Zodpovědnost za smrt nevinného kněze odmítal, sami jeho tehdejší spolupracovníci však dosvědčili, že největší podíl na Toufarově týrání měl právě on.
V roce 1998 jej Obvodní soud pro Prahu 6 uznal vinným ze zneužití úřední moci a těžkého poškození na těle a odsoudil jej na pět let nepodmíněně. O rok později Městský soud v Praze potvrdil jeho vinu, ale snížil trest odnětí svobody na dva roky nepodmíněně.
Výkon trestu nastoupil 16. ledna 2002 poté, co nastoupit několikrát odmítl kvůli svému zdravotnímu stavu. Po roce byl po uplynutí poloviny trestu podmíněně propuštěn.

## Charakteristika z tisku
V době politického uvolnění před vpádem vojsk Varšavské smlouvy v srpnu 1968 mohla dokonce i v socialistickém Československu vyjít i takto nesmlouvavá charakteristika Ladislava Máchy: „Pětačtyřicetiletý vysoký, ramenatý, elegán atletické postavy, muž, který ve svých sedmadvaceti letech dokázal umučit bezbranného 48letého faráře. Marně za sebou zametal stopu, marně si nasazoval masku seriózního člověka, jehož jedinou vášní je myslivost. Do konce léta dálkově studoval, až to dotáhl na promovaného právníka. Také jeho žena je právničkou, děti nemají, říkáme si s kolegou: – naštěstí. Bydlí v elegantním dvoupokojovém bytě, nemají žádné přátele, kteří by je navštěvovali.“